# Bigarreau

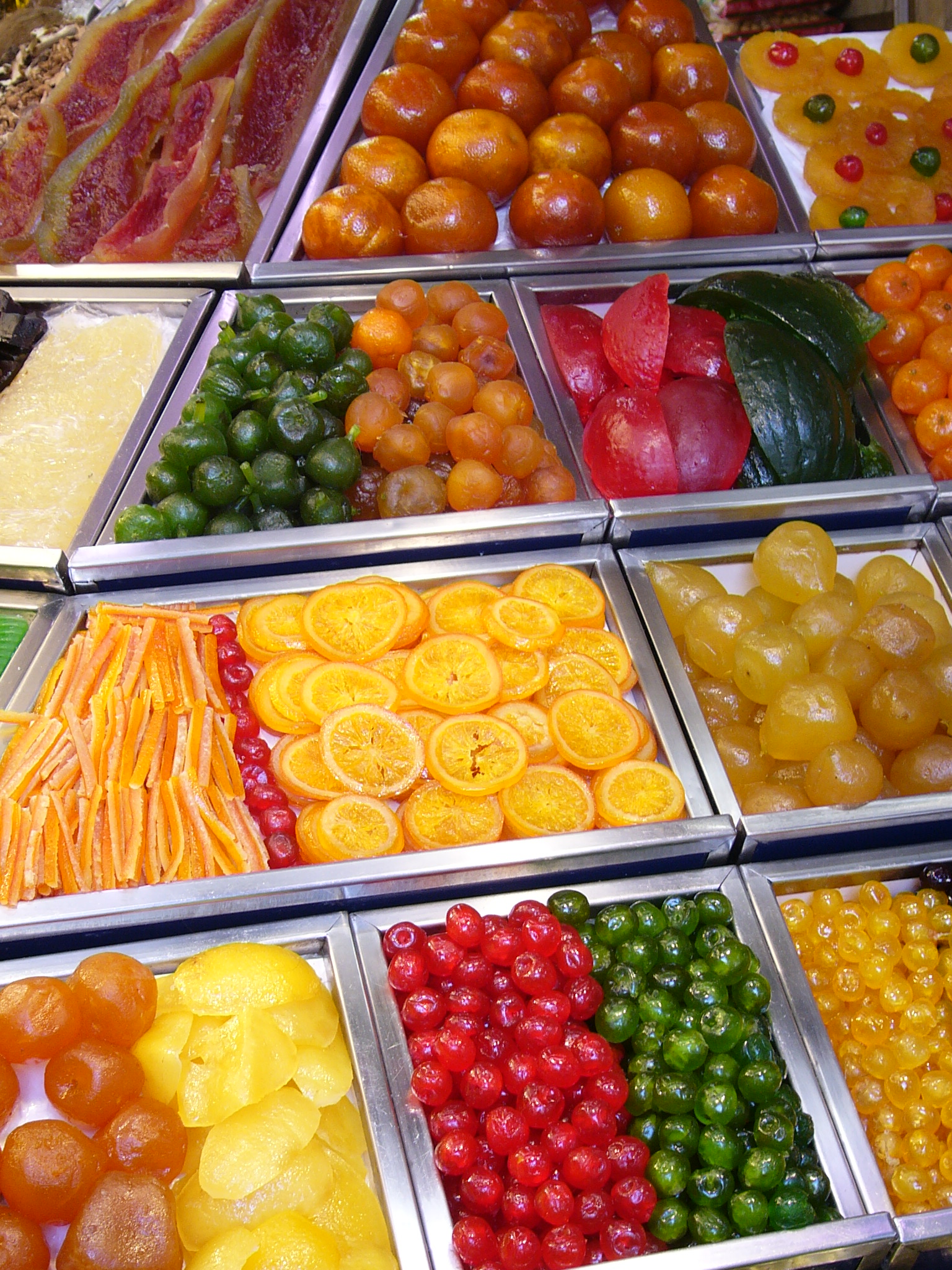
Gekonfijt fruit; rechtsonder gekonfijte kersen in rood, groen en geel

Een bigarreau is een gekonfijte kers. Bigarreaus worden vaak verkocht in doosjes waar de Franse meervoudsvorm op staat: bigarreaux. Daarom worden ze ook wel Franse vruchtjes genoemd.
Meestal worden deze kersen gekleurd, zodat ze helder rood, groen of geel zijn. Ze worden gebruikt voor het garneren van gebak en ook weleens verwerkt in bepaalde chipolatapudding.
Een bigarreau is niet hetzelfde als een maraschinokers of een amarena-kers.